# Sinagoga de Parma
La sinagoga de Parma es un espacio de culto judío de estilo neoclásico ubicado en vicolo Fratelli Cervi 4 en Parma .

## Historia
Los judíos regresaron a Parma en el siglo XIX, dos siglos después de su expulsión en 1555. La sinagoga fue inaugurada en 1866 en un edificio en el centro de la ciudad, no lejos de Piazza Garibaldi. Nada delata la presencia del lugar de culto desde el exterior, que a diferencia de otras sinagogas de la época no tiene fachada monumental.
Se accede a la sala de oración a través de dos estrechas escaleras; una tercera rampa conduce al matroneo. La gran sala poligonal toma la forma del tragaluz en el centro del techo y está decorada con paredes de aspecto marmoleado intercaladas con falsas columnas con capiteles oscuros. El Arón Ha-Kodesh de madera del siglo XVIII proviene de la antigua sinagoga de Colorno; los demás muebles (la tevah y los bancos) son del siglo XIX. El matroneo da al vestíbulo con una elegante logia apoyada contra la pared de ingreso; sobre una baranda se apoya una reja de madera.
Durante la Segunda Guerra Mundial los muebles y la plata de la sinagoga se escondieron en la Biblioteca Palatina para ser restituidos al final del conflicto. Los objetos más preciados se conservan actualmente en el Museo Judío Fausto Levi de Soragna .
En 1985 la sinagoga fue restaurada con la contribución de la comuna y todavía está en uso para la pequeña comunidad judía de Parma.